# Cristian Pulhac
Corneliu Cristian Pulhac (n. 17 august 1984, Iași, România) este un jucător român de fotbal care joacă la CS FC Dinamo București.
În 2008, la petrecerea de ziua lui Gabriel Torje, alături de Adrian Ropotan au fost filmați cântând manele despre rivala Steaua. Cei trei au fost amendați cu 5000 de euro.